# フリーザ (イタリア)
フリーザ（イタリア語: Frisa）は、イタリア共和国アブルッツォ州キエーティ県にある、人口約1,700人の基礎自治体（コムーネ）。

## 地理

### 位置・広がり

#### 隣接コムーネ
隣接するコムーネは以下の通り。
- クレッキオ
- ランチャーノ
- オルトーナ
- ポッジョフィオリート
- サン・ヴィート・キエティーノ

## 行政

### 分離集落
フリーザには、以下の分離集落（フラツィオーネ）がある。
- Badia, Colle alto, Colle della Fonte, Guastameroli, Vallone